# Marcin Tulicki
Marcin Tulicki – polski dziennikarz i reżyser filmowy, zastępca redaktora naczelnego telewizji wPolsce24 i szef redakcji Wiadomości tej stacji.

## Życiorys
Przed 2016 związany był z TVP Katowice, gdzie był reporterem programu Aktualności oraz prowadził swój autorski program Bez korekty. W 2016, po zmianie władzy mediach publicznych, rozpoczął pracę w TVP1 w redakcji Wiadomości. Przygotowywał materiały do głównego wydania programu, a także relacjonował wydarzenia z Ukrainy, Stanów Zjednoczonych i Bliskiego Wschodu. Był reżyserem filmów dokumentalnych, które były uznawane przez polityków ówczesnej opozycji za mające charakter propagandowy. W kwietniu 2023 został zastępcą kierownika redakcji Wiadomości, a w czerwcu tego samego roku wicedyrektorem Telewizyjnej Agencji Informacyjnej. W styczniu 2024 został dyscyplinarnie zwolniony z TVP, pod zarzutem działania na szkodę spółki. We wrześniu 2024 rozpoczął pracę w telewizji wPolsce24 jako zastępca redaktora naczelnego. 

## Filmografia
| Rok  | Tytuł                          | Reżyser | Scenarzysta | Tematyka                                                   |
| ---- | ------------------------------ | ------- | ----------- | ---------------------------------------------------------- |
| 2019 | Inwazja                        | T       |             | organizacje LGBT                                           |
| 2021 | Holding                        | T       | T           | Telewizja TVN                                              |
| 2022 | Nasz człowiek w Warszawie      | T       | T           | powiązania Donalda Tuska z Rosją                           |
| 2022 | Jesteś mechanizmem niszczącym  | T       | T           | polityczna historia Pawła Adamowicza                       |
| 2022 | Pan z Chobielina               | T       | T           | sylwetka Radosława Sikorskiego                             |
| 2022 | Urban: Jestem złym człowiekiem | T       | T           | historia Jerzego Urbana                                    |
| 2023 | Ich człowiek w Brukseli        | T       | T           | działalność Donalda Tuska w instytucjach Unii Europejskiej |
| 2024 | Przejęcie                      | T       | T           | spór wokół mediów publicznych w Polsce                     |
| 2025 | Eksperyment                    | T       | T           | Polska pod rządem Donalda Tuska                            |

## Nagrody i odznaczenia
W 2015 zdobył główną nagrodę w Przeglądzie i Konkursie Dziennikarskim Oddziałów Terenowych TVP za najlepszą relację reporterską. W 2024 Stowarzyszenie Dziennikarzy Polskich przyznało II Nagrodę w kategorii Watergate (za dziennikarstwo śledcze) za film dokumentalny Inwazja, którego był reżyserem i scenarzystą.
W 2025 został odznaczony Srebrnym Krzyżem Zasługi.